# Stadhuis van Hoorn
Het stadhuis van Hoorn werd tussen 1975 en 1981 gebouwd aan de Nieuwe Steen 1 in de gelijknamige wijk in de Noord-Hollandse stad Hoorn. Het pand werd gebouwd naar aanleiding van de fusie tussen de stad Hoorn, de gemeente Zwaag en het westelijke deel van Blokker. Het pand is sinds november 2021 gedeeltelijk aangewezen als gemeentelijk monument.

## Geschiedenis

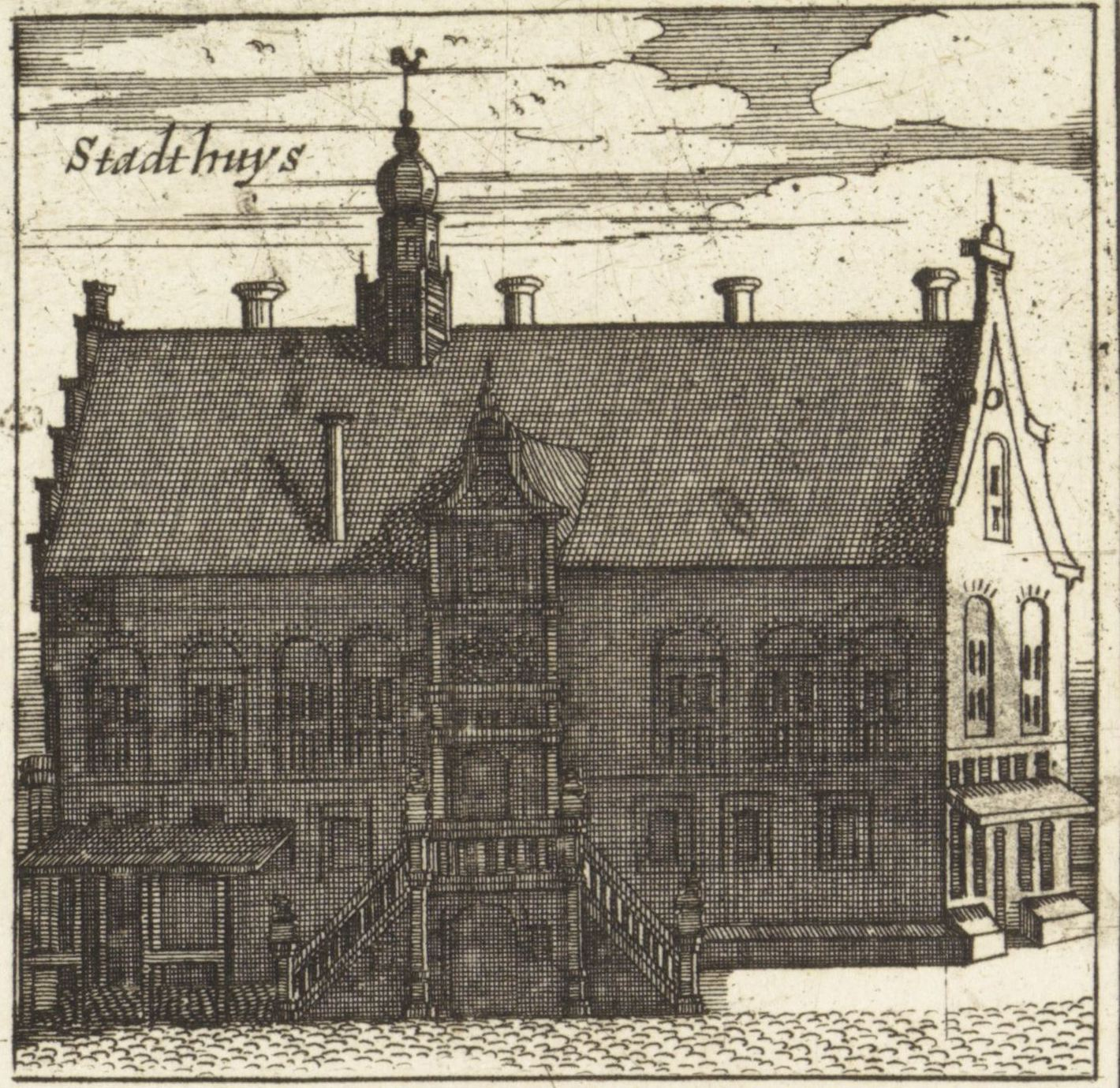
Het oude stadhuis aan de Roode Steen

Het eerste stadhuis van Hoorn was een gotisch gebouw aan de Roode Steen, het stond aan de Noordzijde van het plein, tussen het Grote Noord en de Kerkstraat. Het Raithuijs stond aan drie zijden vrij, in 1506 werden de naastgelegen woningen gesloopt, waardoor het geheel vrij kwam te staan. In 1544 werd de hoofdingang ook verplaatst en kwam aan de Roode Steen te liggen. In 1599 en 1607 ontstonden er plannen om het stadhuis te verplaatsen om het plein groter te maken en meer ruimte te kunnen bieden voor de markten. Beide plannen werden echter niet uitgevoerd, dat in 1607 niet omdat toen het nieuwe waaggebouw werd gebouwd. Het plan uit 1607 behelsde een daadwerkelijke verplaatsing, want er zou alleen een nieuwe fundering gelegd moeten worden. Ondanks diverse verbouwingen in de volgende eeuwen, raakte het gebouw zodanig in verval dat het in 1797 gesloopt moest worden. Hierna werd de Statenpoort gebruikt als stadhuis. In de loop van de 20e eeuw werden ook andere gebouwen gebruikt door diensten van de gemeente Hoorn. Andere panden waren onder meer aan het Grote Noord, de voormalige Openbare Burgerschool aan de Muntstraat en het voormalige Weeshuis aan de Korte Achterstraat. In de jaren 1970 werd besloten om de gemeente Hoorn, de gemeente Zwaag en het dorp Westerblokker samen te voegen, waarna de plannen voor het nieuwe stadhuis ontwikkeld werden. Het oude stadhuis aan de Nieuwstraat is echter wel als een van de officiële trouwlocaties aangebleven.
De officiële opening vond plaats op 16 juni 1981 en werd gedaan door toenmalig minister van Volkshuisvesting Beelaerts van Blokland. De eerste delen van het stadhuis werden echter reeds in februari 1977 in gebruik genomen door het Regionaal Archief. Dit archief bevond zich tot die datum aan het Grote Oost in het Drechterlandsehuis en ook gedeeltelijk in Enkhuizen, Hoogwoud en Obdam. Het archief van de gemeente Medemblik zou pas na de zomervakantie van 1977 volgen.

## Huidige locatie
Het gebouw is aan de Nieuwe Steen en over de Groene Wijzend gebouwd, dit was voor de fusie de natuurlijke gemeentegrens tussen Hoorn en Zwaag en nabij Westerblokker. Als symbolische brug is het nieuwe stadhuis over de voormalige gemeentegrens heen gebouwd. De hoofdentree is in Hoorn gebouwd en de raadszaal in wat voorheen de gemeente Zwaag was. Het voorste deel is als eerste in 1977 opgeleverd. Het tweede deel, met de raadszaal er in, werd in maart 1981 opgeleverd. Deze oplevering was 3 maanden voor de beoogde datum. De bouw van het tweede deel had ongeveer 16 maanden moeten duren. In augustus 2022 werden de plannen voor een grootscheepse verbouwing aangenomen. Er wordt ook een nieuw deel aangebouwd. De eerste heipaal werd geslagen op 20 januari 2023. In de zomer van 2024 zal de verbouwing voltooid zijn. 

### Architectuur
De architect heeft de opdracht gekregen iets van het West-Friese karakter in het gebouw terug te laten komen. Hij heeft dat zelf als vrij gesloten ervaren, terwijl hij juist een open en toegankelijk stadhuis moest ontwerpen.
De gebruikte kleuren aan de buitenzijde (bruin, zwart en rood) komen binnen terug. Binnen is er gebruikgemaakt van schoon metselwerk en de primaire kleuren rood, blauw en geel. Naast de primaire kleuren is bruin gebruikt om alles met elkaar te verbinden. De enige ruimte waar ook andere kleuren zijn gebruikt is de raadzaal waar ook blauw-violet voorkomt. Het oudste deel van het gebouw bestaat uit twee vierkanten die in elkaar geschoven zijn, dit is te herkennen aan de binnenplaats links en de vide rechts. De foyer heeft een vide van drie verdiepingen met daarin een metaalplastiek van Joost Baljeu. Op het vlak waar de vierkanten elkaar raken zijn het trappenhuis en de liften geplaatst. In het latere deel is het vierkant te herkennen aan de foyer waar omheen alle kantoren en de raadszaal zijn geplaatst.

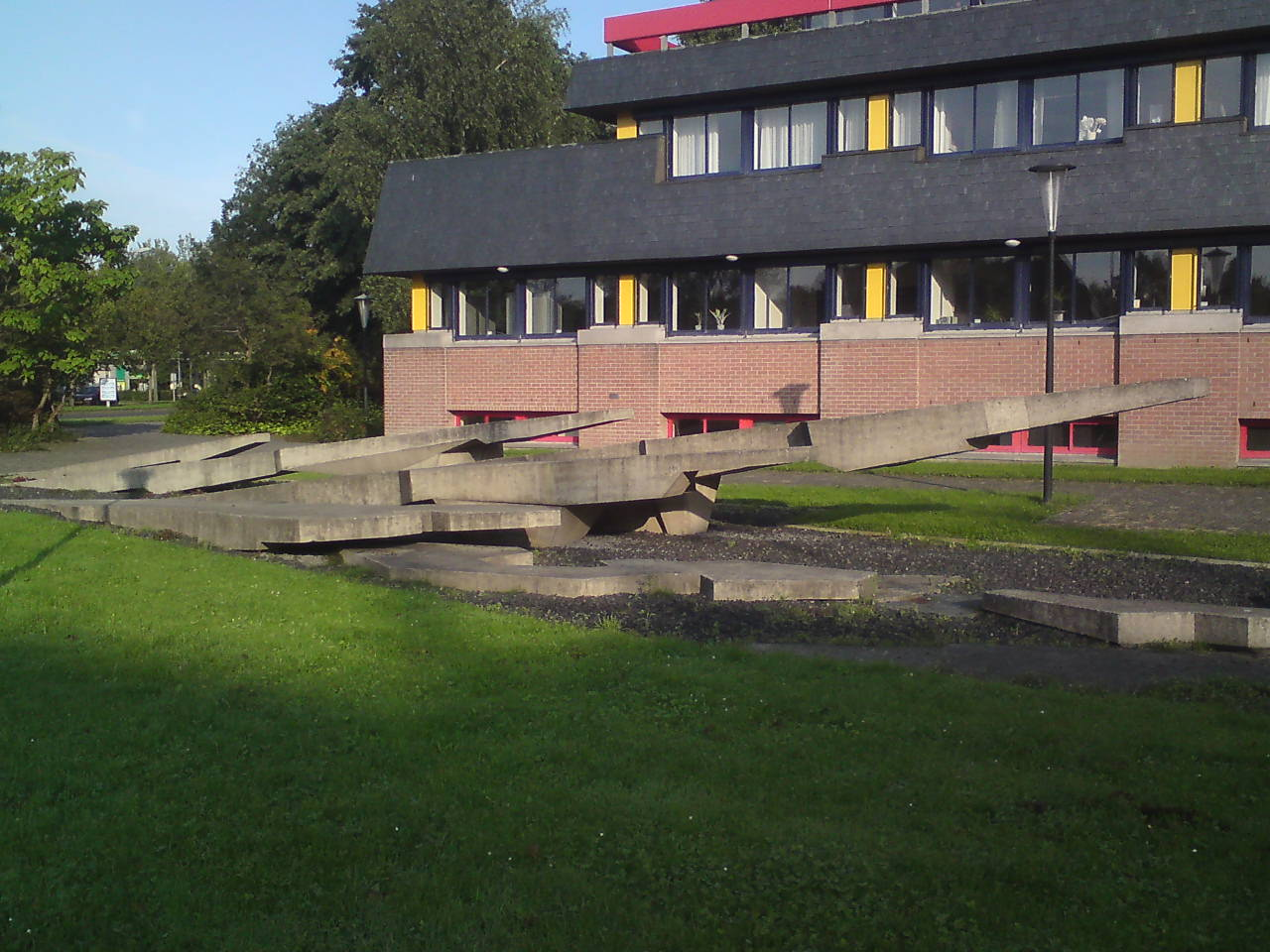
Het kunstwerk in de voormalige vijver

De architectuur moest ook inspelen op de omgeving, het stadhuis moest uitstralen dat het gebouwd is voor een stad die haar bestaan te danken heeft aan het water. Onder andere om dat te benadrukken werd voor het stadhuis een vijver aangelegd met daarin een betonnen sculptuur. Door de ligging heeft het kunstwerk ook waterschade veroorzaakt in de kelder van het stadhuis. In de zomer van 2007 is de gemeente begonnen met het voorplein te wijzigen. De entree kreeg een nieuwe trap en het kunstwerk kwam in een grasperk te staan. Voor die tijd heeft de vijver jarenlang droog gestaan om meer wateroverlast te voorkomen. In november 2021 werd bekend dat het stadhuis gedeeltelijk is aangewezen als gemeentelijk monument. De bouwdelen A en B, die samen de voorkant vormen en ten zuiden van de Groene Wijzend staan, zijn aangewezen. Het bouwdeel C, waar ook de raadszaal is gevestigd, is (nog) niet aangewezen. Bij de aanwijzing zijn ook de kunstwerken voor het stadhuis en in de foyer meegenomen.
Bij het ontwerp is ook de omgeving ontworpen. Voor het stadhuis is een plein ontworpen waar ook de verbindingsweg van de Nieuwe Steen doorheen loopt. Het plein is geheel bestraat met bakstenen. Rondom het stadhuis is de omgeving wel groen aangelegd en de Groene Wijzend is hier ook in opgenomen.
Tussen december 2022 en augustus 2024 werd er aan het stadhuis gewerkt, waarbij aan de voorzijde naast bouwdeel B een nieuw gebouw werd gerealiseerd. Bouwdelen A en B zijn gerenoveerd. Burgers konden voor het ophalen van identiteitspapieren en andere zaken bij Nieuwe Steen 29 terecht. in dat kantoorgebouw waren tijdelijk de publieksbalies van de gemeente gevestigd.

## Voormalige stadhuizen
De volgende panden hieronder hebben elk de functie van stadhuis vervuld, door een onderdeel van de gemeente te huisvesten. Twee van de oude panden zijn gesloopt, de volgende adressen bestaan nog, omdat zij zijn aangewezen als rijksmonument:

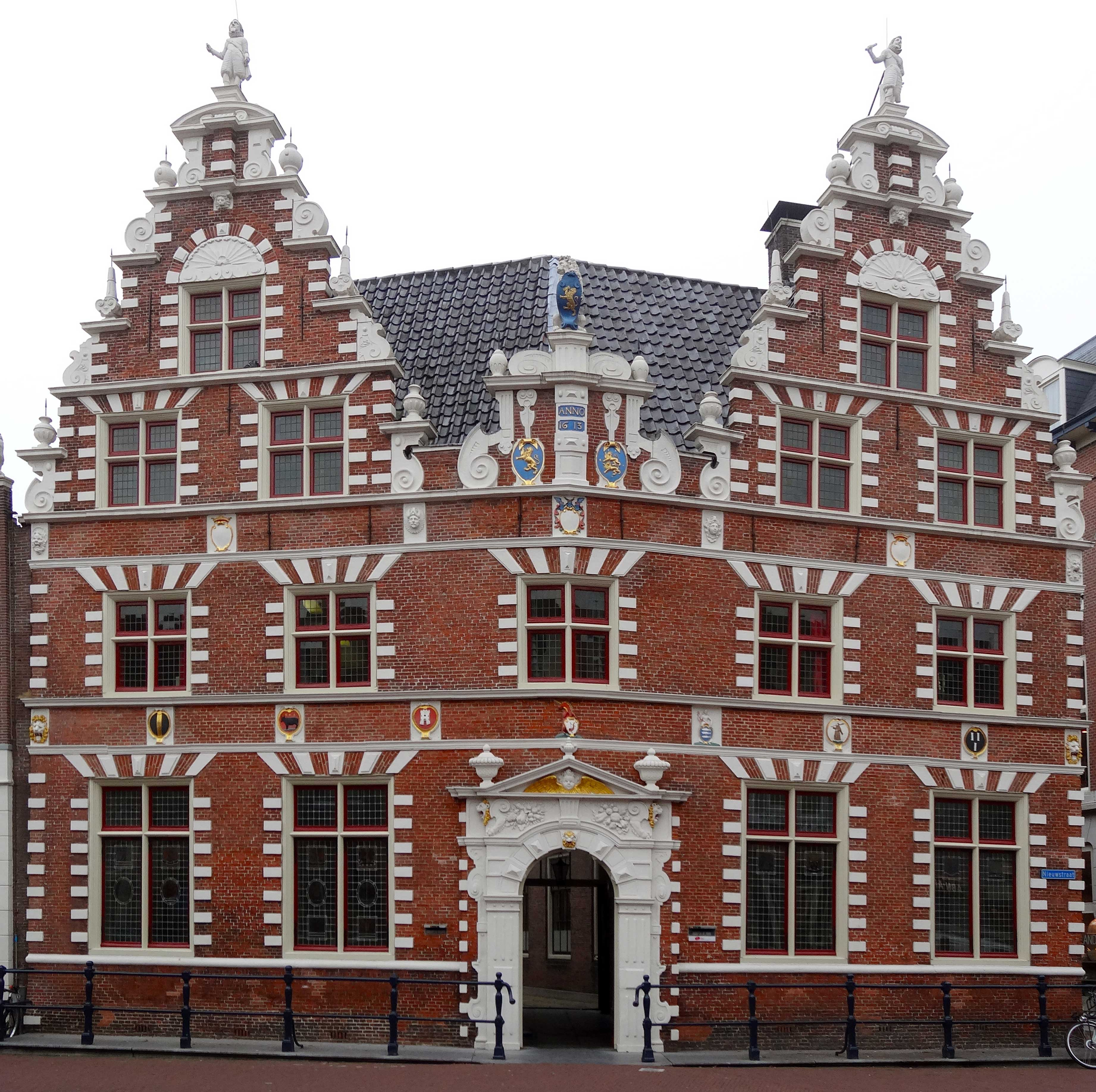
Het Statenlogement aan de Nieuwstraat
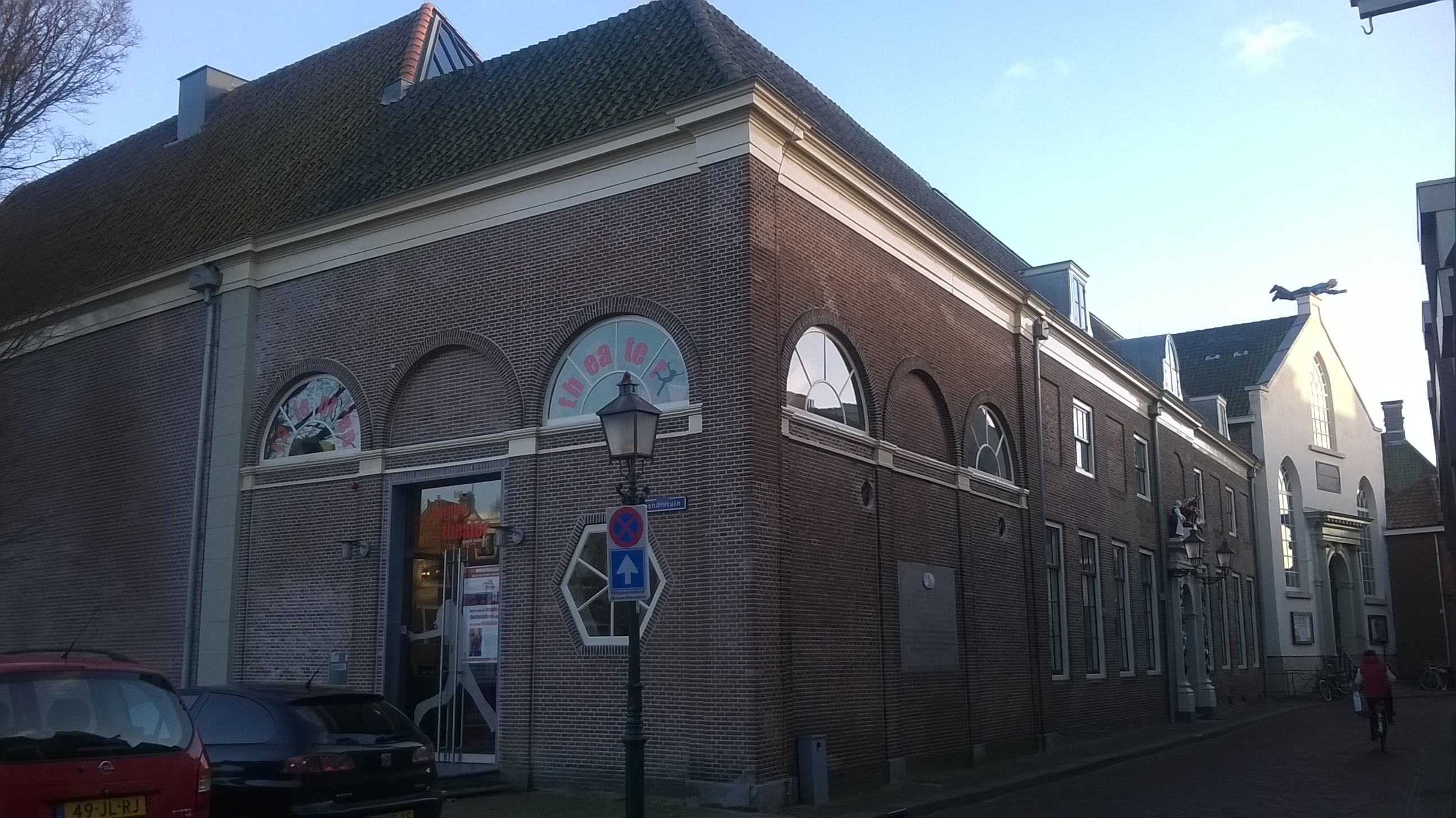
Het voormalige Protestants Weeshuis
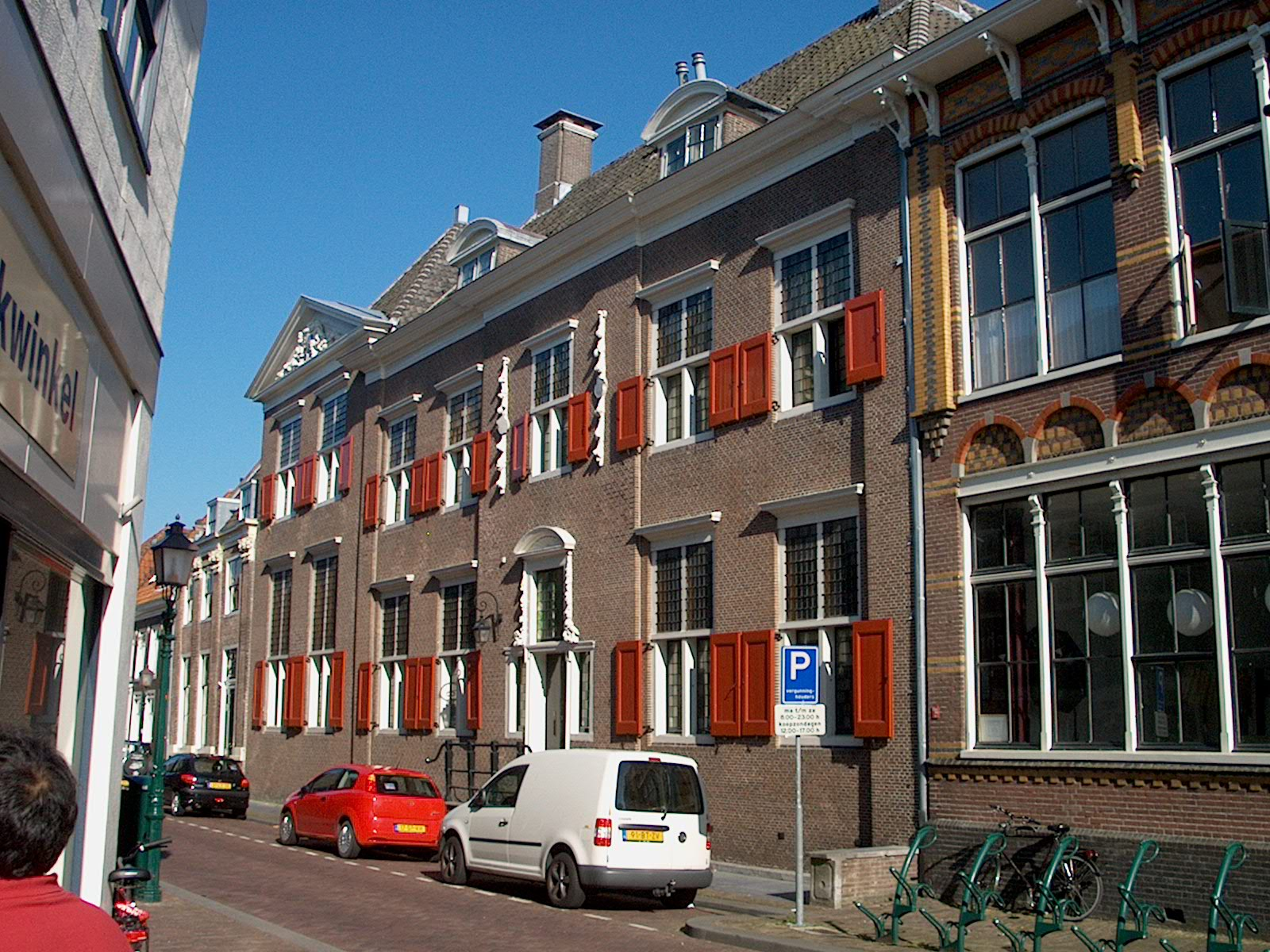
Muntstraat 2-4
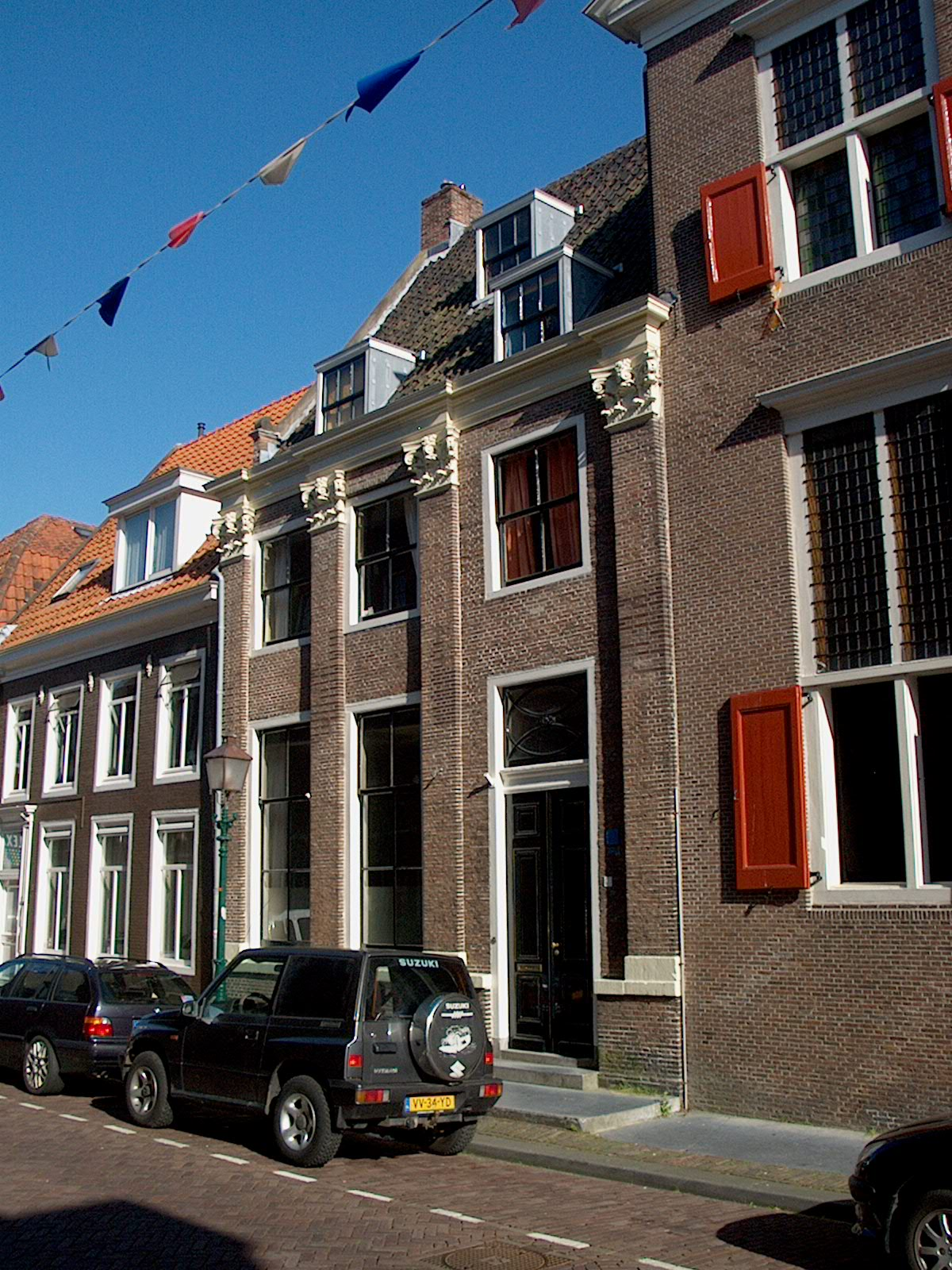
Muntstraat 6
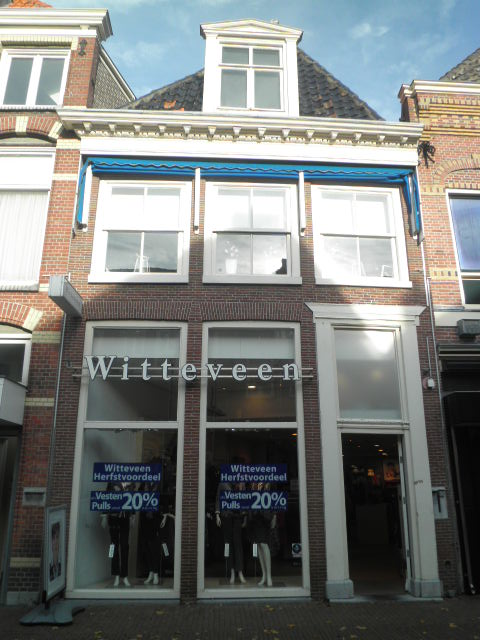
Grote Noord 36
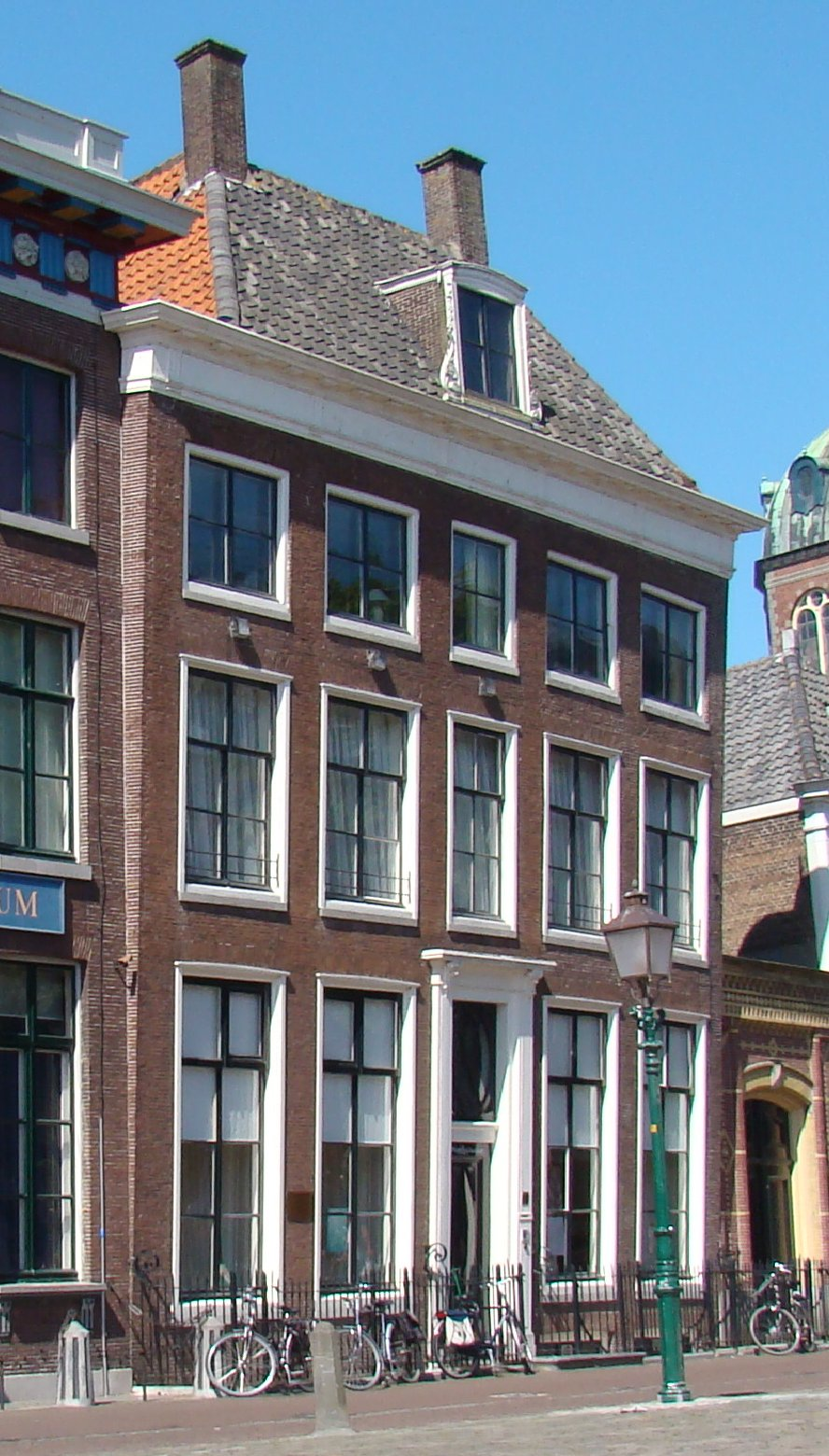
Roode Steen 15, tevens burgemeesterswoning

## Trivia
- Op de dag van de opening en bij het latere afscheid van burgemeester Freerk Tjaberings kwam de kelder onder water te staan. De geur die hierdoor vrij kwam was in het gehele stadhuis te ruiken;